# チェリーボム (チャンネル)
チェリーボム（Cherry Bomb）は、アスパイアビジョン株式会社が運営する成人向け衛星放送チャンネルのブランドである。

## 現在放送中のチャンネル
いずれも2016年9月現在。
- チェリーボムHD - スカパー!プレミアムサービスCh.947。
- レッドチェリー - スカパー!プレミアムサービスCh.965。[1]

## 過去放送していたチャンネル
- イエローチェリー（スカパー!プレミアムサービスCh.965） - チャンネル・ルビーとの統合により、2015年3月31日放送終了。
- みるく906（スカパー!プレミアムサービスCh.906） - 2010年2月28日放送終了。
- ブルーチェリー（スカパー!プレミアムサービスCh.905） - 2013年9月30日放送終了。
- ピンクチェリー（スカパー!プレミアムサービスCh.961） - 2014年9月30日放送終了。

## 概要
- 成人向けチャンネルであるため、加入にあたっては、年齢制限に該当しないことを示すための身分証明の提出と、年齢制限該当者が視聴できないようにするための措置を取ることが義務付けられている。
- アダルトビデオ作品をハイビジョン放送しており、同じアスパイアビジョンが運営を行うレッドチェリーとは高画質であること、単体作品も放送ラインナップに入っていることなどの差異がある。